# ادیت دورهام
ادیت دورهام (انگلیسی: Edith Durham؛ ۸ دسامبر ۱۸۶۳ – ۱۵ نوامبر ۱۹۴۴) انسان‌شناس، نقاش، هنرمند، مؤلف، گردشگر، تصویرگر، عکاس، و خبرنگار جنگ اهل بریتانیا بود که بیشتر به خاطر گزارش‌های مردم‌شناسی خود از زندگی در آلبانی در اوایل قرن بیستم شناخته می‌شود. حمایت او از آرمان‌های آلبانیایی و همچنین آلبانی‌دوستی او باعث شد که بسیاری از آلبانیایی‌ها که او را قهرمان ملی خود بدانند و بسیار دلبسته او باشند.

## اوایل زندگی
دورهام بزرگ‌ترین فرزند از نه فرزند خانواده بود. پدرش، آرتور ادوارد دورهام، یک جراح برجسته لندنی بود. او در کالج بدفورد (۱۸۷۸–۱۸۸۲) و پس از آن در آکادمی سلطنتی هنر تحصیل کرد و در نتیجه به یک هنرمند تبدیل شد. آثار طراحی و نقاشی او به‌طور گسترده‌ای به نمایش گذاشته شد و تعدادی نقاشی دقیق برای جلد «دوزیستان و خزندگان» کتاب تاریخ طبیعی کمبریج (منتشر شده در سال ۱۸۹۹) ارائه کرد.

## سفرهای اکتشافی به بالکان
دورهام پس از مرگ پدرش چندین سال مسئولیت مراقبت از مادر بیمار خود را بر عهده گرفت. این یک تجربه طاقت‌فرسا بود. هنگامی که او ۳۷ ساله بود، پزشک او توصیه کرد که باید برای بهبودی به یک تعطیلات و مسافرت خارجی برود. او از طریق دریا به سواحل دالماسی سفر کرد و از تریسته به کوتور و سپس از طریق زمینی به چتینیه، پایتخت مونته‌نگرو سفر کرد. در بازگشت به لندن، به فراگیری زبان صربی‌کرواتی و تاریخ آن منطقه پرداخت.
دورهام سفرهای زیادی به بالکان کرد تا اولین کتاب خود را به نام از خلال سرزمین صرب‌ها بنویسد که در سال ۱۹۰۴ در لندن منتشر شد. در سال ۱۹۰۸ پس از سفر در ارتفاعات آلبانی، از مونته‌نگرو تا اشکودر، کتاب آلبانی علیا را نوشت. در طول بیست سال بعد، او به ویژه بر آلبانی متمرکز شد که در آن زمان یکی از منزوی‌ترین و توسعه نیافته‌ترین مناطق اروپا بود. او در سازمان‌های امدادی مختلف کار کرد، نقاشی کشید، مقاله نوشت و به جمع‌آوری فولکلور و هنرهای عامیانه آن منطقه پرداخت. در ۱۹۱۱–۱۹۱۳ او به پناهندگان آلبانیایی در مونته‌نگرو کمک کرد و در آنجا کمک مالی برای دارو، غذا و کمک به سربازان مجروح پیدا کرد.
او به‌طور مکرر با مجله مرد همکاری می‌کرد و عضو مؤسسه سلطنتی مردم‌شناسی شد. با این حال، نوشته‌های او شهرت خاص برایش به ارمغان آورد. او هفت کتاب در مورد مسائل بالکان نوشت. آلبانی علیا (۱۹۰۹) شناخته شده‌ترین آنهاست و هنوز هم به عنوان راهنمای برجسته آداب و رسوم و جامعه ارتفاعات شمال آلبانی در نظر گرفته می‌شود.

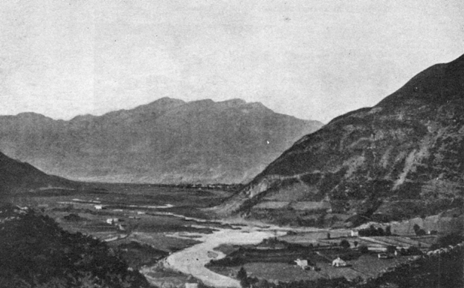
درهٔ گوسینیه، آلبانی علیا، ۱۹۰۹

## مناقشه
پس از دوره‌ای از علاقه پرشور به صرب‌ها که باعث شد کتابی تحت عنوان از خلال سرزمین صرب‌ها بنویسد و دوره‌ای ضد اتریشی و طرفداری از یوگسلاوی دورام به‌طور نزدیکی با آرمان و اهداف آلبانیایی‌ها هم‌راستا شد و از اتحاد و استقلال مردم آلبانی دفاع کرد. او به شدت توسط حامیان دولت یوگسلاوی که از الحاق منطقه‌ای با جمعیت آلبانیایی در کوزوو به یوگسلاوی حمایت می‌کردند، مورد انتقاد قرار گرفت. طبق گفتهٔ دو محقق آمریکایی، توماس کوشمن و استیپان میشتروویچ، شخصیت عجیب و غریب و فعالیت‌های لابی‌گری مداوم او باعث شد که وزارت امور خارجه بریتانیا از او رویگردان باشد. او پس از جنگ جهانی اول به شدت «ضد صِرب» شد و آنچه را که «کثافت‌های صرب» می‌نامید مورد سرزنش قرار داد به دلیل اینکه «هدفشان ایجاد یوگسلاوی نبوده، بلکه از اول به‌دنبال هدف اصلی خود یعنی ایجاد صربستان بزرگ بوده‌اند». او افزود: «به جای آزاد شدن، اکثریت مردم تحت حکومتی سخت‌تر از قبل زندگی می‌کنند.»
دیگر روشنفکران بریتانیایی که طرفدار صرب‌ها بودند، نظرات او را به شدت نقد کردند. نویسنده ربکا وست دورام را در توصیف خود از نوعی از مسافران گنجاند که بازمی‌گشتند «با عشق یک ملت بالکان به عنوان مردمانی مظلوم و بی‌گناه در دل‌هایشان، همیشه به‌عنوان یک قربانی و هرگز نه در قالب جنایتکار» (دورام از وست به خاطر این جمله شکایت کرد) و سپس ادامه داد: «بلغاری‌ها، همان‌طور که برخی ترجیح می‌دهند، و آلبانیایی‌ها، همان‌طور که دیگران از آن‌ها حمایت می‌کنند، شباهت زیادی به تصویری دارد که جاشوا رینولدز از سموئیل خردسال در تابلوی نقاشی‌اش ارائه کرده است.» آر. دبلیو. سِتون-واتسون اظهار داشت: «واقعیت این است که در حالی که همیشه به «ذهنیت بالکانی» حمله می‌کند، خود او دقیقاً همان چیزی است که از این واژه منظور داشت.»
با این حال، آلبانیایی‌ها از دورام بسیار تقدیر می‌کردند و او را «ملکه کوه‌نشینان» نامیدند. دولت آلبانی برای تشکر از او به خاطر لابی‌گری در دولت بریتانیا به نفع شهر اشغال‌شده کورچه یک جلیقه گلدوزی‌شده به او اهدا کرد. او در کوهستان‌های آلبانی مورد استقبال خوبی قرار گرفت.
وقتی ادیت دورهام در سال ۱۹۴۴ درگذشت، از کارهایش ستایش زیادی به عمل آمد. پادشاه تبعیدی زوغو یکم نوشت: «او قلب خود را به ما داد و توانست توجه تام کوه‌نشینان ما را به دست آورد». او هنوز هم به عنوان یک قهرمان ملی شناخته می‌شود؛ در سال ۲۰۰۴، رئیس‌جمهور آلبانی آلفرد مواسیو او را «یکی از برجسته‌ترین شخصیت‌های دنیای آلبانی در قرن گذشته» توصیف کرد. همچنین او مدالی از پادشاه زوغو یکم به دلیل حمایت‌هایش از آلبانی دریافت کرد.

## مجموعه‌ها
بسیاری از آثار دورام پس از مرگش به مجموعه‌های علمی-دانشگاهی اهدا شدند. مقالات و دست‌نوشته‌های او در مؤسسه مردم‌شناسی سلطنتی لندن نگهداری می‌شود، و یادداشت‌های روزانه‌اش در موزه بنکفیلد در هلیفکس به همراه مجموعه‌هایی از لباس‌ها و جواهرات بالکانی که در سال ۱۹۳۵ اهدا کرده بود، در آنجا قرار دارند. هدایا و اشیاء بیشتر مرتبط با آثار باستانی بالکانی نیز در سال ۱۹۱۴ به موزه بریتانیا و به موزه پیتر ریورز در آکسفورد و موزه هورنیمن در لندن اهدا شد. برخی از اقلام از مجموعه پارچه‌ای او در نمایشگاهی که در سال ۲۰۲۰ برگزار شد به نمایش گذاشته شدند.